# Else Heims

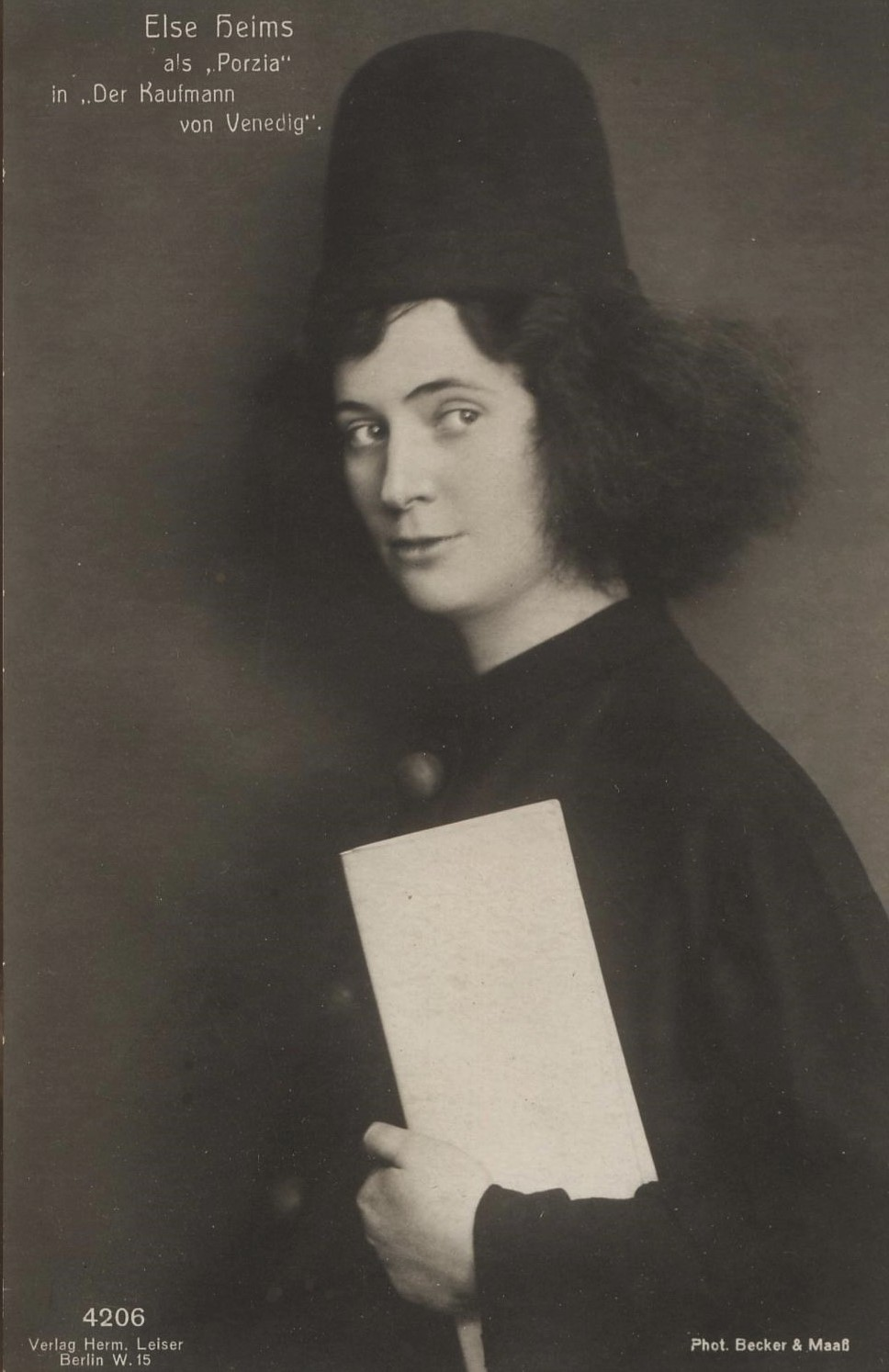
Else Heims als Porzia in Der Kaufmann von Venedig (um 1920)

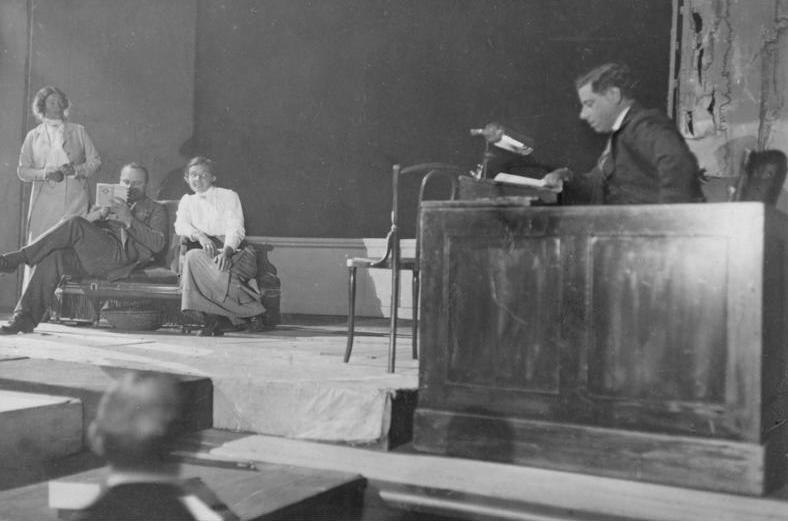
Else Heims (in der Mitte) bei der Theaterprobe in der Rolle als Prinzessin in Torquato Tasso (1913)

Josephine Anna Else Heims, auch Else Heims-Reinhardt (geboren 3. Oktober 1878 in Berlin; gestorben 20. Februar 1958 in Santa Monica, Kalifornien), war eine deutsche Schauspielerin und Ehefrau von Max Reinhardt. 

## Leben
Else Heims war Tochter des Tischlermeisters Friedrich Ernst Heims, der in der Stuhlfabrik „Christoph Heims und Söhne“ beschäftigt war, und seiner Ehefrau Josephine, geb. Romberg. Sie besuchte die Volksschule und arbeitete in der Buchhaltung. Sie wurde, nachdem sie Unterricht bei Gustav Kober genommen hatte, 1896 als Schauspielerin in das Ensemble von Otto Brahm am Deutschen Theater aufgenommen, in dem auch Max Reinhardt seit 1894 Mitglied war. Sie debütierte am 15. September 1897 als „Miriam“ in Johannes. Heims machte eine Karriere als Schauspielerin und begleitete die Karriere Reinhardts und seine Berliner Theatergründungen, wie das „Kleine Theater“ und das Neue Theater, die Gründung der Schauspielschule Berlin und die Übernahme der Intendanz des Deutschen Theaters im Jahr 1905. Heims Name stand auf dem Programmzettel der Eröffnung des Kabaretts Schall und Rauch am 23. Januar 1901.
Die Eheschließung mit Reinhardt fand 1910 in Maidenhead statt. Mit ihm hatte sie zwei Söhne, Wolfgang Reinhardt (1908–1979) und Gottfried Reinhardt (1913–1994). Reinhardt hatte bereits eine uneheliche Tochter Jenny aus einer anderen Beziehung. Die Familie bezog 1911 eine Wohnung im Magnushaus in Berlin.
Heims spielte in Reinhardts Sommernachtstraum und war die Jokaste im König Ödipus, so bei einem Gastspiel im Wiener Circus Renz. Sie spielte – auch nach der Geburt der beiden Söhne – unter der Regie von Reinhardt, so an der Seite von Fritz Kortner die Portia in Der Kaufmann von Venedig, in Was ihr wollt und die Titelrolle in Minna von Barnhelm. Bei der Eröffnung des von Hans Poelzig umgebauten Großen Schauspielhauses spielte sie am 28. November 1919 die Kassandra in der Orestie.
Reinhardt hatte 1913 die zu ihm sechzehn Jahre jüngere Schauspielerin Helene Thimig (1889–1974) kennengelernt, für die er im Sommer 1919 die Familie verließ. In dem nun folgenden Scheidungskampf versuchte Else Heims-Reinhardt die Scheidung zu verhindern. Reinhardt erwirkte 1931 eine Scheidung im liberaleren Lettland, wofür er allerdings vorher für eine Zeit seinen Wohnsitz dorthin verlegen musste. Die Scheidung wurde von Heims angefochten. Der Scheidungskrieg zwischen Heims und Reinhardt zog sich noch bis 1935 hin, als es auf Vermittlung des Sohnes Gottfried und der Assistenz durch Rudolf Kommer zu einer finanziellen Einigung kam und, mit Hindernissen, die Scheidung in Reno vollzogen wurde.
Bedingt durch das eheliche Zerwürfnis wurden ihr von Max Reinhardt und auch an anderen Häusern nach 1920 kaum noch Engagements angeboten. Unter Heinz Hilpert bekam sie 1933 noch eine Rolle in Der zerbrochne Krug. Heims hatte auch verschiedene, allerdings eher kleinere Rollen in Spielfilmen. In der Zeit des Nationalsozialismus musste sie über London in die USA emigrieren.  Nach dem Krieg pendelte sie zwischen den USA und Europa.

## Filmografie
- 1918: Es werde Licht!, 3. Teil
- 1921: Lady Hamilton
- 1928: Die Rothausgasse
- 1931: Meine Frau, die Hochstaplerin
- 1945: Hotel Berlin
- 1949: Der Spieler

## Theater
- 1907: Gotthold Ephraim Lessing: Minna von Barnhelm (Minna von Barnhelm) – Regie: Max Reinhardt (Deutsches Theater Berlin – Kammerspiele)